# Delphinium bakeri
Delphinium bakeri es una especie de planta herbácea y perenne de la familia Ranunculaceae.  Es una especie en peligro de extinción, endémica de California (EE. UU.), la única población conocida se estima en 35 individuos.

## Descripción
Esta especie rara  crece de un grueso, tuberoso, y fresco grupo de raíces, hasta una altura de 7 dm. Las hojas se encuentran en el tercio superior del tallo, de color verde al tiempo que florece. 
Las flores tienen forma irregular. Posee cinco sépalos conspicuos, negro azulados brillantes o purpúreos,  con uno elongado en una espuela. Los inconspicuos pétalos están en dos pares. El par inferior es oblongo y azul púrpura, los superiores son oblicuos y blancos.  Las semillas se presentan en frutos secos, multiseminados, que abren a la maturez solo de un lado. Florece de abril a mayo.

## Distribución y hábitat
Crece en suelos de pizarras descompuestas, en comunidades arbustales costeras. Históricamente,  se la conocía del Valle Coleman en el Condado de Sonoma, y cerca de Tomales en el Condado de Marin, California. 

## Taxonomía
Delphinium bakeri fue descrita por Joseph Andorfer Ewan y publicado en Bulletin of the Torrey Botanical Club 69(2): 144–145, en el año 1942.
Etimología
Ver: Delphinium
bakeri: epíteto otorgado en honor del botánico Milo Samuel Baker (1868-1961).